# Sabine Dehnel
Sabine Dehnel (* 1971 in Ludwigshafen am Rhein) ist eine deutsche Konzept- und Multimedial-Künstlerin, die Malerei mit inszenierter Fotografie sowie Abstraktion mit Gegenständlichkeit verbindet. Sie lebt und arbeitet in Berlin.

## Leben
Nach einem Aufenthalt in Amsterdam 1992/93 begann sie ihr Studium der bildenden Kunst und der Philosophie an der Akademie für Bildende Künste der Johannes Gutenberg-Universität Mainz. Nach ihrem Diplom 1999 war sie bis 2000 Meisterschülerin und ging anschließend über das MFA-Programm an das Otis College of Art and Design nach Los Angeles.

## Werk und Stil
Sabine Dehnel verbindet in ihren neusten Werken die Medien-Malerei, Fotografie und Installation. Die Hybridität der Arbeiten wird durch einen Übergang von einem Medium ins nächste erzeugt, meist von der Fotografie „über die Malerei zu einer temporären Installation und endet schließlich in einem C-Print“. Mittels dieser medienübergreifenden Technik wird dem Betrachter zunächst nicht deutlich, ob es sich um eine Fotografie oder Malerei handelt. In der Serie Mona (2010) bemalte Dehnel die Haut ihrer Modelle, produzierte die Kleidung in Handarbeit und fotografierte anschließend das Dekolleté, das mit einem Amulett geschmückt war. Das Amulett, versehen mit Schwarz-Weiß-Fotografien bedeutender Frauen, setzt die Ikonen in eine Beziehung mit der unbekannten Trägerin des Schmucks. Bereits in ihren vorherigen Arbeiten malte und fotografierte Dehnel nur Ausschnitte ihrer meist weiblichen Protagonisten.

## Ausgewählte  Einzelausstellungen
- 2015           „STAY“, e.artis contemporary, Chemnitz
- 2014           „Reframing – Übermalen eines Moments“, Galerie Robert Drees, Hannover
- 2013           „Mona“, Museum Wiesbaden
- 2013            „Drop the thought“, LSD Galerie, Berlin
- 2012           „Skirts“, mit Heidi Lender, Richard Levy Gallery, Albuquerque, USA
- 2011           „Die Dinge des Lebens“, Morgen Contemporary, Berlin
- 2010           „playground“, Martin Asbaek Gallery, Kopenhagen, Dänemark
- 2009           „Solo Project“, 2x2projects, Pulse Miami, USA
- 2009                   „Solo Project“, 2x2projects, Art Amsterdam, Niederlande
- 2009                   „Portraits“, Galerie Esther Woerdehoff, Paris, Frankreich
- 2008           „Solo Project“, MasArt Galerie, Photo Miami, USA
- 2008                  „Playground“, MasArt Galerie, Barcelona, Spanien (Katalog)
- 2008                  „ailleurs“, Galerie Esther Woerdehoff, Paris, Frankreich
- 2007           „undercover“, 2x2 Projects, Amsterdam, Niederlande
- 2007                   „eslewhere“, Richard Levy Gallery, Albuquerque, USA
- 2007                   „anderswo“, Galerie Filipp Rosbach, Leipzig
- 2007                   „make up“, Martin Asbaek Projects, Kopenhagen, Dänemark
- 2007                   „Jede Ähnlichkeit ist frei erfunden“, Columbus Art Foundation, Ravensburg (Katalog)
- 2006           „Relocated #1“, Galerie Filipp Rosbach, Leipzig
- 2006                     „In Between“, Rebecca Ibel Gallery, Columbus, Ohio, USA
- 2006                     „Ganze Tage in den Bäumen“, Kunstverein Ludwigshafen (Katalog)
- 2006                     „Inzwischen“, Kunstverein Münsterland, Coesfeld & Kunsthaus Wiesbaden (Katalog)
- 2005           „Camouflage“, Carl Berg Gallery, Los Angeles, USA
- 2005                   „Ohne Begleitung“, Galerie Schuster, Frankfurt
- 2004           „No Holidays“, Galerie Asbaek, Kopenhagen, Dänemark
- 2004                   „Gesten der Erinnerung“ (mit Andrea Esswein), Fruchthalle Kaiserslautern (Katalog)
- 2004                    Rebecca Ibel Gallery, Columbus, Ohio, USA
- 2003            „Malverwandtschaften“, (mit Nicola Stäglich) Nassauischer Kunstverein, Wiesbaden (Katalog)
- 2003                   „Summertime“, Künstlerhaus Schloß Balmoral, Bad Ems
- 2003                   „Spaziergang“, Galerie Schuster und Scheuermann, Berlin

## Publikationen
- Sabine Dehnel (2013). Reframing. Katalog zur Ausstellung Sabine Dehnel – Mona. Mit Beiträgen von Constanze Musterer, Peter Forster und Heinz Stahlhut, Museum Wiesbaden. Ostfildern: Hatje Cantz.